# Musée de Bressuire
Le musée de Bressuire est situé dans d'anciennes halles au blé, à proximité de la mairie.

## Collections
Les collections du musée de Bressuire sont fortement marquées par la céramique et le verre. En effet, la commune de Saint-Porchaire, rattachée à Bressuire, était célèbre pour ses faïences. Quant au verre, c'est le bressuirais Max Ingrand, à l'origine de techniques novatrices de travail du verre au sable et à l'acide qui est représenté dans le musée. 

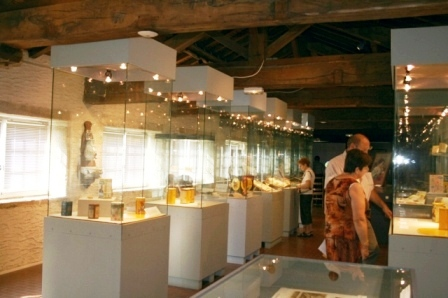
Intérieur du musée de Bressuire, 2007.
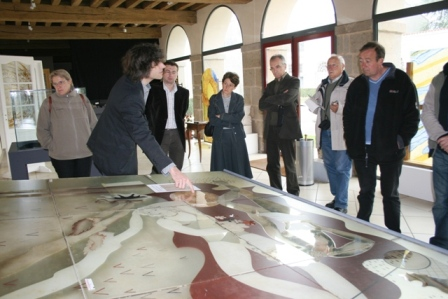
Exposition Max Ingrand (lors de la Nuit des Musées), 2009.
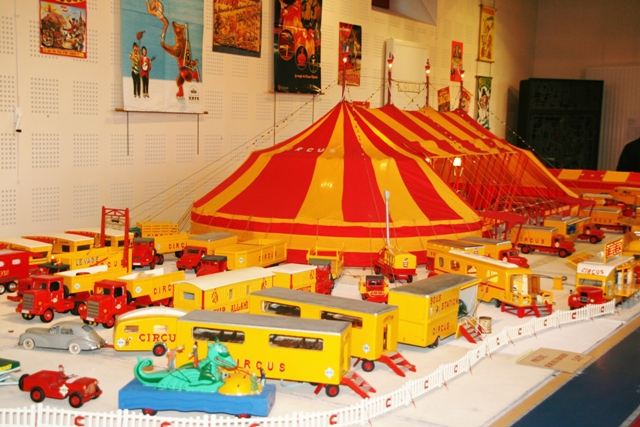
Exposition cirque miniature, 2010.